# Jacques Merleau-Ponty
Jacques Merleau-Ponty (Rochefort-sur-Mer, 26 luglio 1916 – Cepoy, 17 giugno 2002) è stato un filosofo, storico della scienza e epistemologo francese, cugino di Maurice Merleau-Ponty e professore di epistemologia all'Università di Paris-Nanterre.
La sua ricerca epistemologica si concentrò principalmente sulla cosmologia relativistica diversa. Egli cercò di dimostrare come le teorie fisiche del ventesimo secolo avessero riformulato il problema della finitezza dello spazio-tempo dell'universo, senza fornirne una risposta.

## Biografia
Dopo aver ottenuto l'abilitazione all'insegnamento universitario della filosofia all'École Normale Supérieure di Parigi, nel 1940 fu fatto prigioniero di guerra. Riuscì a fuggire e a unirsi alla resistenza delle Forze francesi libere. Fu quindi arrestato dalla Gestapo e imprigionato a Fresnes per un anno. Nell'agosto del 1944 fu rilasciato dietro intervento del console di Svezia Raoul Nordling. Jacques Merleau-Ponty era giornalista dell'Agenczia France-Presse e del periodico Combat, dopodiché divenne professore nel liceo di Beauvais e poi al Lycée Louis-le-Grand di Parigi..

## Opere
- Cosmologie du siécle XX, Gallimard, 1965.
- Les Trois étapes de la cosmologie, con Bruno Morando, Laffont, 1971.
- Leçons sur la genèse des théories physiques - Galilée, Ampère, Einstein, Vrin, 1974.
- La science de l'univers à l'âge du positivisme : étude sur les origines de la cosmologie contemporaine, Vrin, 1983, ISBN 978-2-7116-0828-7.
- Le Spectacle cosmique et ses secrets, Larousse, 1988, ISBN 2-03-505204-1.
- Einstein, Collection Figures de la science, Flammarion, 1993, ISBN 978-2-08-211202-4, Collection Champs, Flammarion ISBN 978-2-08-081338-1.
- Sur la science cosmologique. Conditions de possibilité et problèmes philosophiques, EDP sciences, 2003, ISBN 2-86883-579-1.

## Premi e riconoscimenti
- 1998: Medaglia Marc-Auguste Pictet della Società di fisica e storia naturale di Ginevra.